# Children of the Universe
"Children of the Universe" je píseň britské zpěvačky Molly Smitten-Downes. Byla vybrána, aby reprezentovala Spojené království na Eurovision Song Contest 2014 v Dánsku. Píseň napsala Molly Smitten-Downes ve spolupráci s Andersem Hanssonem.

## Pozadí
Smitten-Downes byla objevena pro práci na kanále BBC Introducing a byl vyzván, aby složila píseň speciálně pro Eurovision Song Contest 2014. Píseň byla charakterizována jako silná, soudobá, populární a povznášející skladba specificky psaná pro živá vystoupení.
| „                                            | Jsem tak nadšená za každého, který poslouchá "Children of The Universe". Jsem za to tak šťastná. Reprezentovat Spojené království v tak obrovské konkurenci, a to nejen jako zpěvák a umělec, ale jako skladatel je neuvěřitelná čest. Doufám, že vás učiním pyšnými. | “ |
| — Molly Smitten-Downes při rozhovoru pro BBC | |   |

S písní živě vystoupila dne 2. března 2014, poprvé na utajovaném místě pro prezentaci umělců a písní pro Eurovision Song Contest 2014. Výkon byl vysílán přes BBC Red Button 3. března 2014. Píseň živě zazpívá 10. května 2014 v průběhu finále Eurovision Song Contest 2014 v Kodani, Dánsku.

## Seznam písní
| Digitální stažení | Digitální stažení        | Digitální stažení |
| Pořadí            | Název                    | Délka             |
| ----------------- | ------------------------ | ----------------- |
| 1.                | Children of the Universe | 3:00              |
| Celková délka:    | Celková délka:           | 3:00              |

## Historie vydání
| Stát               | Datum          | Formát            | Label             |
| ------------------ | -------------- | ----------------- | ----------------- |
| Spojené království | 14. dubna 2014 | digitální stažení | East West Records |
| Spojené království | 28. dubna 2014 | CD singl          | East West Records |